# 島根県道337号出雲インター線
島根県道337号出雲インター線（しまねけんどう337ごう いずもインターせん）は、島根県出雲市を通る一般県道である。

## 概要
出雲市西新町3丁目から出雲市神西沖町に至る。
本路線は2000年（平成12年）12月8日島根県告示第917号で認定された路線であるが、本路線の開通区間、すなわち出雲市東神西町 - 出雲市神西沖町（終点）間はそれまで島根県道199号西出雲停車場線だった部分である。起点は山陰自動車道 出雲ICではなく、その先の島根県道162号大社立久恵線および島根県道277号多伎江南出雲線バイパスとの交点である。

### 路線データ
- 起点：島根県出雲市西新町3丁目（浅柄橋交差点、島根県道162号大社立久恵線交点、島根県道277号多伎江南出雲線バイパス起点）
- 終点：島根県出雲市神西沖町（大島交差点、国道9号交点、国道431号起点）

## 歴史
- 2000年（平成12年）12月8日 - 島根県告示第917号により認定される。

## 路線状況

### 道路施設

#### 橋梁
- 十間橋（十間川、出雲市）

## 地理

### 通過する自治体
- 島根県
  - 出雲市

### 交差する道路
| 交差する道路                                                     | 交差する場所 | 交差する場所        |
| ---------------------------------------------------------------- | ------------ | ------------------- |
| 島根県道162号大社立久恵線 島根県道277号多伎江南出雲線 / バイパス | 西新町3丁目  | 浅柄橋交差点 / 起点 |
| E9 山陰自動車道                                                  | 知井宮町     | 31 出雲IC           |
| 島根県道277号多伎江南出雲線                                      | 東神西町     | 東神西交差点        |
| 国道9号 国道431号                                                | 神西沖町     | 大島交差点 / 終点   |

### 交差する鉄道
- 山陰本線

### 沿線
- 平成スポーツ公園
- 出雲平成温泉
- 後藤総合車両所出雲支所